# 香农·帕里
香农·帕里（英語：Shannon Parry，1989年10月27日—），澳大利亚女子橄榄球运动员。她曾代表澳大利亚参加2016年和2020年夏季奥林匹克运动会七人制橄榄球比赛，其中2016年奥运会获得一枚金牌。